# Chloridolum rubricorne
Chloridolum rubricorne là một loài bọ cánh cứng trong họ Cerambycidae.